# Grand Prix d'Isbergues 2023
Il Grand Prix d'Isbergues 2023, settantasettesima edizione della corsa, valido come evento dell'UCI Europe Tour 2023 categoria 1.1 e come sedicesima prova della Coppa di Francia, si svolse il 17 settembre 2023 su un percorso di 197,6 km, con partenza e arrivo a Isbergues, in Francia. La vittoria fu appannaggio dell'italiano Matteo Moschetti, il quale completò il percorso in 4h28'01", alla media di 44,236 km/h, precedendo il danese Mads Pedersen e il francese Arnaud Démare.
Sul traguardo di Isbergues 108 ciclisti, dei 116 partiti dalla medesima località, portarono a termine la competizione.

## Squadre e corridori partecipanti
| N.    | Cod. | Squadra                  |
| ----- | ---- | ------------------------ |
| 1-7   | ARK  | Team Arkéa-Samsic        |
| 11-17 | GFC  | Groupama-FDJ             |
| 21-26 | COF  | Cofidis                  |
| 31-37 | ICW  | Intermarché-Circus-Wanty |
| 41-46 | LTK  | Lidl-Trek                |
| 51-57 | ACT  | AG2R Citroën Team        |
| 61-67 | TEN  | TotalEnergies            |
| 71-77 | ADC  | Alpecin-Deceuninck       |
| 81-87 | TUD  | Tudor Pro Cycling Team   |

| N.      | Cod. | Squadra                           |
| ------- | ---- | --------------------------------- |
| 91-97   | BEB  | Bolton Equities Black Spoke       |
| 101-107 | Q36  | Q36.5 Pro Cycling Team            |
| 111-117 | BWB  | Bingoal WB                        |
| 121-127 | VRL  | Van Rysel-Roubaix Lille Métropole |
| 131-137 | UCN  | CIC U Nantes Atlantique           |
| 141-147 | AUB  | St Michel-Mavic-Auber93           |
| 151-157 | NMC  | Nice Métropole Côte d'Azur        |
| 161-167 | FRA  | Francia                           |

## Ordine d'arrivo (Top 10)
| Pos. | Corridore        | Squadra       | Tempo    |
| ---- | ---------------- | ------------- | -------- |
| 1    | Matteo Moschetti | Q36.5         | 4h28'01" |
| 2    | Mads Pedersen    | Lidl          | s.t.     |
| 3    | Arnaud Démare    | Arkéa         | s.t.     |
| 4    | Jason Tesson     | TotalEnergies | s.t.     |
| 5    | Laurence Pithie  | FDJ           | s.t.     |
| 6    | Arne Marit       | Intermarché   | s.t.     |
| 7    | Maël Guégan      | U Nantes      | s.t.     |
| 8    | Simon Dehairs    | Alpecin       | s.t.     |
| 9    | Paul Penhoët     | Groupama      | s.t.     |
| 10   | Enzo Boulet      | U Nantes      | s.t.     |